# SpeXial
SpeXial fue una boy band taiwanesa formada por la agencia Comic International Productions en 2012. El nombre del grupo es una combinación de "eXtra" y "Special", que expresa el deseo de la banda de ser únicos. El grupo debutó el 7 de diciembre de 2012 con cuatro miembros, con el lanzamiento de su álbum homónimo, SpeXial. Componiéndose de un total de doce miembros en 2016, luego de varios cambios en su formación a lo largo de los años, solo dos miembros permanecieron en el grupo en el momento de su disolución, Win y Dylan.
El 21 de mayo de 2016, el grupo realizó su primer gran concierto, SpeXial the 1st concert - SpeXial Land 2016, en el Xinzhuang Gymnasium de Nuevo Taipéi, el cual contó con la participación especial de la cantante Pets Tseng. El grupo cesó sus actividades artísticas en 2018, mientras que en 2021 fue oficialmente disuelto.

## Carrera

### 2012-13: Debut

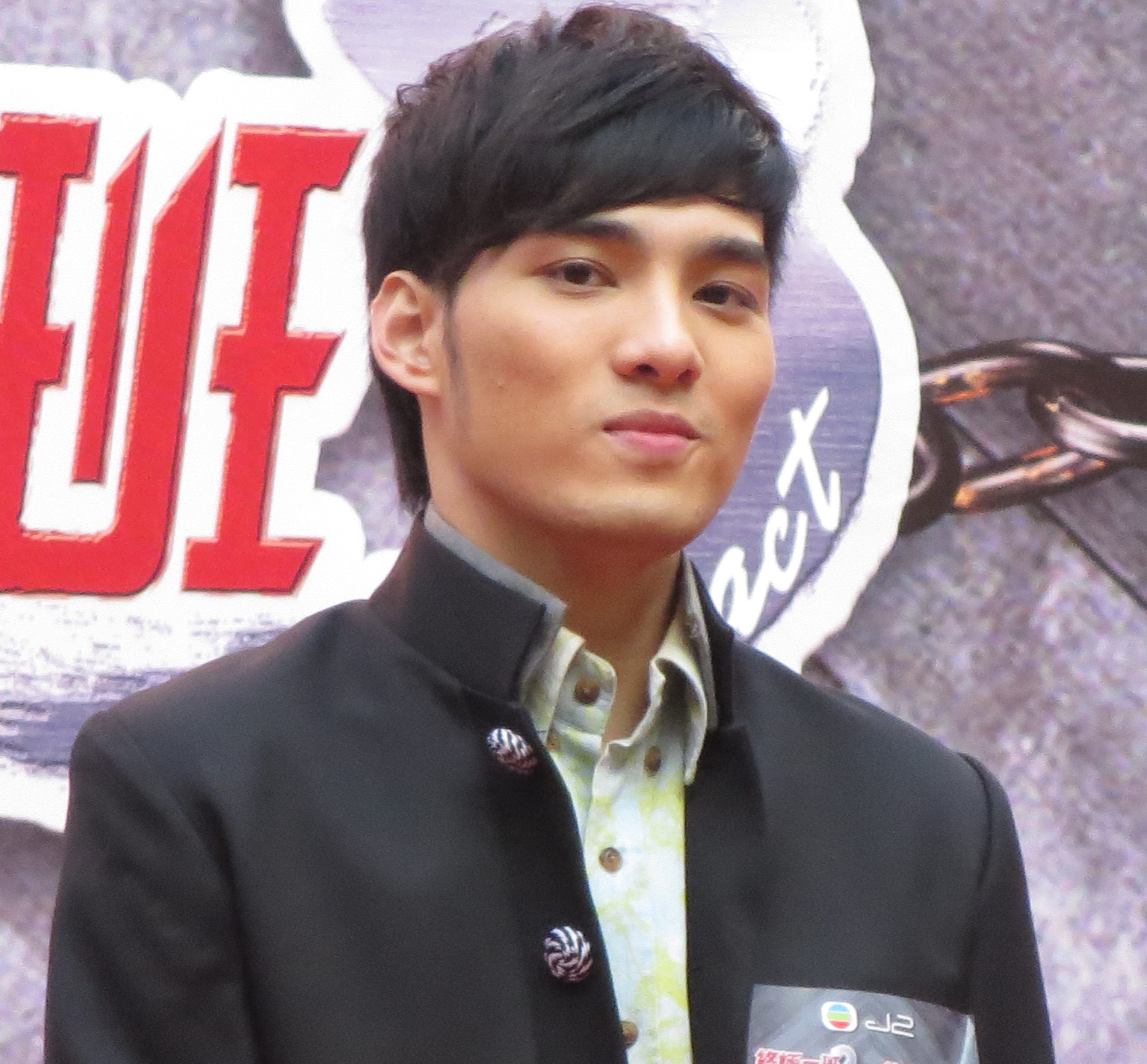
Wayne Huang, uno de los miembros fundadores del grupo en 2013.

En 2012, Comic International Productions seleccionó a cuatro jóvenes cuya edad promedio era de 20 años y tuvieran una altura aproximada de 183 cm para formar una nueva boy band llamada "SpeXial". Los miembros originales fueron Wes, Wayne, Brent y Sam. Antes de lanzar su primer álbum, el cuarteto recibió entrenamiento especial en Corea del Sur por un mes. El 7 de diciembre de ese mismo año, SpeXial debutó con su primer álbum homónimo, SpeXial, de género mandopop. El álbum fue financiado por "2012 Funding the Production and Marketing of Outstanding Popular Music" de Bureau of Audiovisual and Music Industry Development. El grupo también protagonizó la serie de drama KO One Return e interpretó el tema principal y una canción insertada.
En 2013, SpeXial protagonizó una secuela de KO One Return titulada KO One Re-act. Más adelante, fueron invitados por Yuan Ejecutivo para participar en una campaña antidrogas junto con la cantante y actriz Pets Tseng (con quien habían coprotagonizado KO One Re-act) debido a la imagen positiva que dejan ver en el drama.

### 2014:Break It Down
El 26 de mayo de 2014, Comic International Productions anunció la incorporación de tres nuevos miembros; Teddy, Evan y Simon. Teddy fue participante del Shanghai Model Competition, Evan fue el ganador del Sunshine Nation de 2012, mientras que Simon fue descubierto por un cazatalentos de la agencia mientras trabajaba en una tienda de ropa. El trío debutó el 5 de junio durante la conferencia de prensa del segundo álbum del grupo, Break It Down. El álbum fue lanzado el 12 de junio y en su primera semana se posicionó en el tercer puesto del Ranking Top Five de 2014.
En el mismo año, Warner Music Group destinó 2 millones de dólares taiwaneses para crear un reality show en línea llamado Anything SpeXial, con el fin de presentar a SpeXial en diferentes aspectos. El programa de catorce episodios fue estrenado el 27 de mayo de 2014. El grupo también participó en varios dramas, incluyendo GTO in Taiwan, The X-Dormitory, Holding Love y Angel 'N' Devil, entre otros.

### 2015:Love KillahyDangerous
En la segunda mitad de 2014, Comic International Productions reclutó a otros tres nuevos miembros: Riley, Win e Ian, quienes fueron incorporados al grupo el 13 de enero de 2015. El 4 de febrero, el grupo lanzó su primer extended play, Love Killah; sin embargo, solo ocho miembros participaron en la grabación del mismo debido a que en agosto de 2014, Evan volvió a Canadá para asistir a la universidad y Brent se retiró temporalmente para cumplir con su servicio militar, a finales de diciembre de 2014. En la primera semana después del lanzamiento de Love Killah, SpeXial celebró su primera reunión de fanes en el National Taiwan University Sports Center. El 31 de mayo, el grupo ganó dos Hito Music Awards en las categorías de "grupo hito" y "grupo más popular". Evan regresó al grupo para la ceremonia, mientras Brent y Sam estuvieron ausentes mientras cumplían con su servicio militar.
En junio de 2015, SpeXial fue el patrocinador de un juego móvil llamado Junior Three Kingdoms, el cual acumuló un millón de descargas. En julio, el grupo colaboró con la cantante japonesa Ayumi Hamasaki en el sencillo Sayonara feat. SpeXial, cuyo video musical fue filmado en Japón. El 1 de agosto, fue lanzado el primer álbum de fotos del grupo, "SpeXial Life in Thailand". El 22 de agosto, el grupo fue invitado a participar en el concierto de verano de a-nation, donde interpretaron Sayonara junto a Hamasaki. Esta fue la primera vez del grupo actuando fuera de Taiwán.
El 11 de septiembre de 2015 fue lanzado el tercer álbum del grupo, Dangerous, nuevamente sin la participación de Brent y Sam. Una de las pistas de Dangerous fue seleccionada como la canción para la versión china de la película Maze Runner: The Scorch Trials. A finales de septiembre, SpeXial celebró su segunda reunión de fanes en el National Taiwan University Sports Center.

### 2016: Primer concierto yBoyz On Fire
El 5 de enero de 2016, fue anunciado a través del servicio de transmisión de música KKBox que la cantante Ding Dang y SpeXial serían artistas invitados en la undécima edición de los KKBox Music Awards. El 9 de enero, el grupo fue invitado en la grabación del programa anual de música de TTV, Super Star 2016: A Red & White Lunar New Year Special. El espectáculo fue emitido el 7 de febrero. El 24 de enero, SpeXial interpretó tres canciones en los KKBox Music Awards, siendo estas Love Guardian, Dangerous y Silly Girl, respectivamente. Brent regresó al grupo durante esta presentación, tras la finalización de su servicio militar. Durante ambas actuaciones, Sam e Ian estuvieron ausentes; Sam realizando el servicio militar e Ian filmando un drama televisivo. Del 21 al 22 de mayo, SpeXial realizó su primer gran concierto, SpeXial the 1st concert - SpeXial Land 2016 en el Xinzhuang Gymnasium de Nuevo Taipéi, el cual contó con la participación de la cantante Pets Tseng. El concierto consistió en el grupo interpretando cuatro temas: Welcome to SpeXial Land, SpeXial Lover, Theme Park Challenge y Ultimate Theme Park. Sam estuvo presente puesto que su servicio militar había finalizado. 
El 5 de junio, SpeXial nuevamente ganó los premios "grupo hito" y "grupo más popular" en los Hito Music Awards de 2016. Sin embargo, Riley e Ian estuvieron ausentes en la ceremonia mientras filmaban dramas de televisión. El 14 de julio, Comic International Productions anunció la incorporación de dos nuevos miembros provenientes de China, Dylan y Zhiwei. Ambos miembros debutaron el 19 de julio durante la conferencia de prensa del cuarto álbum del grupo, Boyz On Fire, el cual fue lanzado el 12 de agosto. Además de protagonizar los dramas KO One Re-member y High 5 Basketball, SpeXial participó en películas y microfilmes, presentando también varios programas de variedades. Simultáneamente, el grupo se dio a conocer en el mercado chino participando en series y películas web como Ultimate Ranger, Men with Sword y Realm of the Immortals, entre otros.
El 25 de octubre, Wes sufrió una fractura en su pierna derecha durante la filmación de High 5 Basketball. El 7 de noviembre, anunció que tomaría un descanso de sus actividades artísticas durante tres meses para mejorar. El 4 de noviembre, Simon abandonó sus estudios en la National Taiwan University of Arts para prepararse para el servicio militar. Continuó trabajando con el grupo hasta el último evento público, una rueda de prensa de High 5 Basketball, celebrada el 11 de diciembre.

### 2017:Buddy Buddy
El 25 de enero de 2017, Simon anunció en su página personal de Facebook que había solicitado la terminación de su contrato con Comic International Productions debido a "cuentas poco claras", y que tenía la intención de abandonar SpeXial. Simon se retiró oficialmente el grupo el 2 de febrero, siendo el primer miembro en abandonar SpeXial. El 9 de febrero, fue lanzado el segundo álbum de fotos oficial del grupo, SpeXial Okinawa Photobook. Durante el rodaje del mismo, SpeXial dirigió su propio video musical para el sencillo Really Really del álbum Boyz On Fire. Estos tres proyectos fueron los últimos proyectos de SpeXial que constaron de doce miembros.
El 20 de marzo, Zhiwei anunció que dejaría el grupo y su partida tuvo lugar tres días después, el 23 de marzo. El 25 de agosto, Riley anunció que también se retiraría del grupo después de que su contrato fuera rescindido debido a "diferentes objetivos de carrera". Tras esto, SpeXial se convirtió en un grupo de nueve intengrantes; Wes, Wayne, Brent, Sam, Evan, Teddy, Win, Ian y Dylan. El 17 de diciembre, tuvo lugar en Pekín una conferencia de prensa con objetivo del quinto álbum del grupo, Buddy Buddy, el cual fue lanzado el 22 de diciembre.

### 2018: Salida de Wes
El 5 de enero de 2018, fue organizada una nueva conferencia de prensa para Buddy Buddy en Taiwán. Sin embargo, Dylan estuvo ausente debido a filmaciones de otros proyectos. El 13 de enero, el grupo fue nuevamente invitado a participar en los 2018 Super Star' Awards para la víspera de Año Nuevo, interpretando seis canciones: Buddy Buddy, Love Killah, Dangerous, Break It Down, Bad Bad Boy y Super Style. El programa fue transmitido el 15 de febrero.
El 23 de marzo, Wayne anunció en su cumpleaños que iba a alistarse en el ejército para su servicio militar y que esperaba que su primer concierto en solitario tuviera lugar antes del 27 de mayo. El 15 de mayo, el líder del grupo, Wes, anunció que planeaba abandonar SpeXial ahora que su contrato con Comic International Productions había finalizado, en gran parte debido a que su lesión en la pierna nunca sanó por completo y se le dificultaba bailar. Su partida del grupo tuvo lugar ese mismo día, dejando al grupo con ocho miembros; Wayne, Brent, Sam, Evan, Teddy, Win, Ian y Dylan. Wayne se alistó en el ejército el 3 de septiembre de 2018 y su servicio militar finalizó el 12 de agosto de 2019.

### 2019: Salida de Wayne y Teddy
El 19 de septiembre de 2019, Wayne anunció que abandonaría SpeXial. Teddy anunció su partida de SpeXial el 15 de octubre de 2019, el mismo día de su cumpleaños número veintiséis.

### 2020: Salida de Brent y Sam
El 7 de febrero de 2020, Brent anunció que se retiraba oficialmente de SpeXial. El 7 de mayo, Sam anunció en su página oficial de Facebook que se uniría a TVBS, confirmando su retiro de SpeXial.

## Miembros
| Nombre artístico | Nombre real  | Nacimiento                                         | Color            | Notas                         |
| ---------------- | ------------ | -------------------------------------------------- | ---------------- | ----------------------------- |
| Evan             | Ma Zhen-huan | 2 de noviembre de 1992 (32 años) · Canadá          | Royal Blue       | Vocalista y rapero principal. |
| Win              | Feng Tian    | 12 de febrero de 1992 (33 años) Japón              | Mysterious Black | Vocalista.                    |
| Ian              | Yi Po-chen   | 24 de octubre de 1996 (28 años) República de China | Light Sky Blue   | Vocalista.                    |
| Dylan            | Xiong Zi-qi  | 6 de junio de 1992 (32 años) China                 | Verde            | Vocalista.                    |

### Antiguos miembros
| Nombre artístico | Nombre real     | Nacimiento                                         | Color      | Notas                                 |
| ---------------- | --------------- | -------------------------------------------------- | ---------- | ------------------------------------- |
| Simon            | Lian Chen-xiang | 3 de enero de 1992 (33 años) República de China    | Jade       | Vocalista y visual.                   |
| Zhiwei           | Zhao Zhi-wei    | 8 de agosto de 1994 (30 años) China                | Índigo     | Vocalista y bailarín principal.       |
| Riley            | Wang Yi-lun     | 18 de marzo de 1996 (29 años) · Canadá             | Naranja    | Rapero principal.                     |
| Wes              | Luo Hong-zheng  | 26 de julio de 1989 (35 años) República de China   | Rubine Red | Vocalista y bailarín principal.       |
| Wayne            | Huang Wei-jin   | 23 de marzo de 1990 (34 años) República de China   | Lemon      | Vocalista principal.                  |
| Teddy            | Chen Xiang-xi   | 15 de octubre de 1993 (31 años) República de China | Hot Pink   | Vocalista.                            |
| Brent            | Xu Ming-jie     | 12 de mayo de 1993 (31 años) República de China    | Pure White | Vocalista principal.                  |
| Sam              | Lin Zi-hong     | 1 de octubre de 1993 (27 años) República de China  | Amethyst   | Rapero principal, vocalista y visual. |

## Discografía

### Álbumes
| Año  | Título        | Lanzamiento                                   | Lista de canciones |
| ---- | ------------- | --------------------------------------------- | --- |
| 2012 | SpeXial       | 7 de diciembre de 2012 (Warner Music Group)   | 1. Super Style 2. Celebrate Loneliness 3. The Whole World Is Ambiguous 4. The Best Boyfriend 5. Strictly Prohibited To Wait 6. SpeXial 7. Like Superman 8. Be my girl 9. Only Sing For You To Hear 10. Gone Mad |
| 2014 | Break It Down | 12 de junio de 2014 (Warner Music Group)      | 1. Fight for Love 2. Break it down 3. Subtle Love 4. Love Flu 5. Can't Breathe without You 6. Increasingly Love 7. Memory Collage 8. Run Away with Me 9. Just Be Friends                                        |
| 2015 | Dangerous     | 11 de septiembre de 2015 (Warner Music Group) | 1. Love Guardian 2. Dangerous 3. Jam 4. Bad Bad Boy 5. Are You OK? 6. Showdown 7. The Sweet Boys 8. My Lucky Star 9. Un-Huh! Un-Huh! 10. Silly Girl                                                             |
| 2016 | Boyz On Fire  | 12 de agosto de 2016 (Warner Music Group)     | 1. Boyz On Fire 2. Exclusive News 3. When Grief Strikes 4. Love's Attachment 5. Fire Flame 6. Really Really 7. Another Day 8. Sun & Moon 9. Glorious 10. Knight                                                 |
| 2017 | Buddy Buddy   | 22 de diciembre de 2017 (Warner Music Group)  | 1. Buddy Buddy 2. Encore 3. Bong 4. Touch me like that 5. Your Champagne 6. You can call me 7. The Most Painful Stubborn 8. Do not be a stupid girl 9. Ashamed·Loyalty 10. Want To Fly                          |

### Extended play
| Año  | Título      | Lanzamiento                               | Lista de canciones                                              |
| ---- | ----------- | ----------------------------------------- | --------------------------------------------------------------- |
| 2015 | Love Killah | 4 de febrero de 2016 (Warner Music Group) | 1. Love Killah 2. Break It Down 11.11 3. Satisfied 4. Missing U |